# Le cose semplici
Le cose semplici è un romanzo di Luca Doninelli. Pubblicato nel 2015, l'anno seguente ha vinto il Premio Selezione Campiello.

## Contenuto
La vicenda è collocata in un futuro situato a partire dal 2039 e prosegue per circa quattro anni. Tutto è narrato in prima persona, da Mark, da Dodò e da Chantal. L'opera segue uno schema in due parti, incorniciate dalla premessa e dall'appendice, a cura di Mark.

### Premessa del curatore
Mark, figlio adottivo di Chantal e Edoardo, ha lavorato su alcuni manoscritti del padre e li ha organizzati per farne un libro. Nella prima parte hanno posto quattro quaderni, scritti a Milano, città natale di Edoardo: sono quaderni a tema e l'intento dello scrivente è di non dimenticare. In seguito, giunto in America, Edoardo è incoraggiato a scrivere ancora per narrare i fatti svolti in sua assenza e che hanno visto come protagonisti la moglie e i figli. Questo materiale, unito a una testimonianza di Chantal, registrata e trascritta dopo la morte di Edoardo, costituisce la seconda parte dell'opera.

### Prima parte

#### Quaderno Uno: La felicità dei corpi
Il mondo è crollato sul finire del secondo decennio del XXI secolo. Dopo molti anni, Edoardo, un mite intellettuale, avendo trovato un deposito di quaderni e altra cartoleria, descrive le condizioni della porzione di Milano in cui vive. Viale Argonne è tramutato in un gigantesco orto; la vegetazione è prosperata selvaggia, infliggendo danni irreparabili alle costruzioni. Non ci sono elettricità, né acqua corrente e ci si sposta solo a piedi. Muoversi è molto pericoloso, poiché la città è dominata da bande in guerra tra loro; eppure in viale Argonne c'è una cerchia di persone che amano conversare la sera, condividere tanti altri momenti. Un giorno, un amico di Edoardo dice di essere malato e che vorrebbe andare all'ospedale e i due si mettono in cammino. Con qualche avventura arrivano davvero in un luogo dove l'industriosità di un uomo ha reso possibile allestire un grande ospedale, utilizzando gli immensi capannoni di una sua fabbrica. La realizzazione del progetto ha attirato molte maestranze e il luogo è tranquillo. Parlando con l'artefice primo di questo miracolo, Edoardo scopre che l'impulso è nato dal ricordo di una giovanissima francese, genio della matematica, la quale, in una conferenza di tanti anni prima, era riuscita a colpire, con la sua semplice maniera di affrontare le cose, il cuore e la mente del futuro benefattore. Sentito il racconto, Edoardo estrae la foto della giovinetta, Chantal Terrassier, prodigio della matematica da lui sposata quando aveva diciotto anni.

#### Quaderno Due: Il deserto oceano
Tutti conoscono la storia dei due coniugi Edoardo e Chantal, divisi da un oceano divenuto invalicabile. Tutti amano farsi ripetere questa storia considerata unica, anche per questo Edoardo la vuole fissare sulla carta per non deformarla. Ma non può esimersi dal parlare anche dei genitori e della sorella Martina, una ragazza difficile che ha messo a dura prova la famiglia e compromesso l'equilibrio della madre. E non può tacere del fatto che, in assenza dell'amatissima Chantal, che crede di aver perduto per sempre, egli ha contratto un legame con Alda dalla quale ha avuto un figlio, il piccolo Edoardo. Alda aveva già un posto nella sua vita: bimba nata da Antonella, un'amica della sorella che lo aveva amato da giovanissimo. Ora Alda è una giovane e bellissima donna e sa di dover dividere con un'assente (Chantal) il cuore di questo strano uomo. E non ha il consenso di chiamarlo Dodò, privilegio della sola Chantal.

#### Quaderno Tre: Chantal
Dodò ha conosciuto Chantal mentre trascorreva un periodo di studio a Parigi. Si sono incontrati in un bistrot dove la quindicenne stava in mezzo a un gruppo di ragazze, spiegando problemi matematici. All'età in cui gli altri ragazzi hanno da poco smesso i giocattoli, Chantal è già docente universitaria, ma i genitori sono riusciti a darle una dimensione di vita molto simile alla normalità. Alla base di tutto ciò sta un cattolicesimo molto sentito e la famiglia Terrassier frequenta la Messa ogni mattina. Quando Edoardo si rende conto di essere innamorato, fa il possibile per avvicinarla di più e scopre di essere ricambiato nei sentimenti. Il matrimonio avviene al compimento del diciottesimo anno di Chantal, quando nel frattempo i genitori di Dodò sono morti entrambi. Gli sposi si stabiliscono a Milano e per quasi tre anni Chantal trascorre ogni settimana tre giorni a Parigi per insegnare.

#### Quaderno Quattro: La moneta cinese
Dodò ha scritto solo una parte della sua storia, quando, un mattino al risveglio, si trova appoggiata sul viso una moneta cinese. Gli amici e i vicini sono sbalorditi, ma si fa avanti un conoscente che offre a Dodò di accompagnarlo nel territorio milanese occupato dai cinesi. Vanno assieme a loro altre due persone che hanno le cognizioni per affrontare il percorso. Edoardo scopre così che i cinesi hanno mantenuto in vita una parte altamente storica della città e vi hanno conservato una certa tecnologia che arriva all'uso del telefono e dell'elettricità. Qui è potuta giungere una telefonata e Dodò è il destinatario; per questo la comunità cinese lo ha convocato. Dall'altra parte dell'oceano, Chantal si è messa in contatto con loro e, quando finalmente Dodò sente dopo vent'anni la voce della donna che tanto ama, si sente anche dire che dall'America sono già partiti per venire a prendere lui e chi li vorrà seguire.

### Seconda parte

#### Quaderno Cinque: La preparazione degli eventi
Dodò giunge a Long Island, ma durante il viaggio ha avuto un brutto infarto. Incoraggiato a continuare la narrazione, ritorna dapprima sui fatti che lo avevano separato da Chantal. Alla felicità dei due coniugi mancava solo la presenza di un figlio, che tuttavia non giungeva. Una notte Chantal chiese a Dodò di portarla al mare e fecero insieme una gita sulle coste della Toscana. Il rientro a casa li immerse in un vortice di emozioni: Chantal aveva ricevuto la Medaglia Fields e la segreteria telefonica era piena di messaggi di congratulazioni. Incerta se accettare il premio, perché questo significava passare un anno nei Paesi d'America a tenere lezioni e conferenze, Chantal, vincendo le perplessità, si risolse a partire con Dodò. La loro prima uscita a New York venne funestata da una disgrazia: un ragazzo che avevano appena conosciuto, morì sul colpo per un incidente proprio sotto i loro occhi. Sempre più convinta che il premio ricevuto non avrebbe portato alcun bene, Chantal si rassegnò a rimanere sola negli Stati Uniti e Dodò tornò a Milano al suo lavoro, con la promessa di raggiungerla appena possibile. Invece il crollo della civiltà occidentale su se stessa non permise altri viaggi. Ora Chantal è accompagnata da un giovane figlio adottivo, Mark, e comunica a Dodò che durante la passata gita in Toscana aveva a sua volta concepito, ma Steve, frutto del loro matrimonio, è morto a 17 anni.

#### Quaderno Sei: BKU
Sono narrati nei dettagli tutti i fatti accaduti a Chantal, dall'arrivo negli Stati Uniti alla morte del figlio Steve. Ospite dell'Università di New York, Chantal è stata alloggiata in un residence  diretto da Amy e abitato in prevalenza da modelle. La più famosa di queste, Belinda Kellerman, in stato molto avanzato di gravidanza, si attacca quasi morbosamente a Chantal, mostrandosi ostile a tutte le incombenze cui la giovane deve attendere e cercando di impedirle lavoro e altri rapporti. Pur disturbata, Chantal si affeziona a Belinda, comprendendone le fragilità, o meglio, la grave confusione e depressione mentale. Per fortuna, Amy, raggiunta dalla sorella Feedy,riesce ad arginare Belinda, affinché Chantal riesca ad avere una gravidanza normale. Nasce per primo Mark, da Belinda, dopo sei mesi nasce anche Steve, da Chantal. ma un giorno tristissimo, Belinda mette il suo bimbo nelle braccia di Chantal e poi si getta nel vuoto.
Nel frattempo è avvenuto il crollo, che si manifesta nell'abbandono di ogni attività. Chantal una mattina trova l'università chiusa. Allora decide di continuare ugualmente il lavoro, per amore di ciò che insegna e per i giovani studenti che la adorano e affollano le sue lezioni. L'esempio viene accolto da alcuni colleghi e in questo clima si fa strada l'idea di trasferire l'università a Long Island, considerato un luogo più sicuro. L'anima del trasferimento è Chantal che esorta chiunque a conservare il sapere di qualsiasi tipo, quello manuale come quello intellettuale. E il miracolo avviene: migliaia di persone si dirigono a Long Island con attrezzi di ogni sorta. Nell'isola, abbandonata dai precedenti abitanti, essi pongono le basi di una nuova comunità. Qui sorgono scuole e laboratori, qui viene fondata la BKU, che assume questo nome (Belinda Kellerman University) per desiderio di Chantal.
Gli anni passano, i figli crescono e Chantal è costretta dalle circostanze ad occuparsi sempre meno della matematica e sempre più degli aspetti inerenti alla BKU. Il figlio Steve, a differenza di Mark, dà segnali di disagio e un giorno esprime in un compito di scuola la volontà di andare via a fare il delinquente. E, a quindici anni, si unisce a un gruppo di persone che si vogliono allontanare da Long Island. Con lui è la coetanea Olinda. Dopo due anni di silenzio, Steve capisce che è ora di tornare dalla madre e perciò ritorna a casa, con umiltà; è accolto affettuosamente dal fratello e si presenta a Chantal. La gioia dura poco: due giorni dopo, nel corso di una festa, il ragazzo contrae una meningite fulminante e muore mentre tiene la testa sulle ginocchia materne. Chantal deve poi separarsi anche da Olinda, tornata a sua volta, ma decisa a entrare in clausura. Allora Chantal si allontana dalla BKU e per due giorni fa perdere a tutti le sue tracce.

#### Monsieur Brick
Mark convince Chantal ad affidare la sua testimonianza a una registrazione, che poi lui trascriverà. Si tratta di quanto avvenne durante i due giorni in cui la donna si era allontanata da tutti. Nel suo bisogno di solitudine, Chantal ripercorre moltissimi momenti della sua vita, dall'infanzia con i genitori, al matrimonio, ai figli. Dalla fondazione della BKU Chantal ha dormito quattro o cinque ore per notte, si è privata inconsapevolmente di troppe cose, delle quali la più importante è la matematica. Così Chantal chiede a Dio perché l'abbia trattata con tanta ferocia: la risposta arriva per bocca di padre Jonah, che vive molto isolato e che la accoglie dopo una lunghissima notte. Non subito, ma dopo essersi ristorata e aver dormito, la donna capisce che una cosa può ancora recuperarla, suo marito Dodò, che forse è in vita. Quando ricompare alla BKU, accolta con immenso sollievo, Chantal si rivolge a un gruppo di tecnici e scienziati che in due anni riescono a stabilire il collegamento telefonico con Milano. Il seguito è noto: si va a riprendere Dodò, si portano con lui anche vari amici e la bella Alda con Edoardino (che diventa Eddie), si vive e Dodò è poi colpito da un secondo, fatale infarto. Però la sua scomparsa è accettata con serenità da Chantal, che può considerarla parte del suo matrimonio compiuto.

#### Quaderno Sette: Visite di piacere
È nuovamente Dodò a narrare e lo scritto precede cronologicamente la testimonianza di Chantal. Nel periodo che ha trascorso a Long Island, Dodò ricompone i pezzi del mosaico che non ha ancora affrontato, come la morte del figlio Steve che gli è rimasto sconosciuto. Si immerge nella vita della BKU, ospite gradito di molti circoli. Inoltre vede fiorire l'amore tra Mark e Alda e quello tra Eddie e Chantal. Il piccolo sembra esprimere le molte contraddizioni che si sono create tra tutti loro, ma Dodò vive con gioia la paternità che Mark gli riconosce. Quanto a Eddie, ha scelto Chantal, traquanti lo amano; forse potrebbe accoglierne l'eredità nella BKU.

### Appendice
Raccolto tutto il materiale, Mark redige un libro con annotazioni a beneficio dei lettori. Stende un riassunto delle vicende, collocandole in senso cronologico. Le cose semplici sono le stelle del cielo, che suo padre e sua madre conoscevano per nome e che il disastro della civiltà, con la scomparsa dello smog e dell'inquinamento da illuminazione, ha reso nuovamente visibili agli occhi degli esseri umani sopravvissuti, di coloro che, invece di abbandonarsi alla sopraffazione del male, hanno rivolto ancora i loro sguardi verso il cielo.

## Personaggi
- Mark: giovane aspirante filologo. Ha raccolto i quaderni che contengono gli scritti di Dodò e trascritto una registrazione su nastro con la testimonianza di Chantal. Figlio naturale della modella Belinda Kellerman, è vissuto come figlio adottivo di Chantal.
- Dodò (Edoardo): studioso e letterato milanese, ha sposato Chantal, ma ne è rimasto separato dagli eventi. Da una sua stabile relazione con Alda ha un figlio di nome Edoardo, detto prima Edoardino, poi Eddie.
- Chantal: genio della matematica, a 15 anni insegna già all'università a Parigi, città in cui è nata. Sposa Dodò a 18 anni ma, separata da lui dagli eventi, adotta un neonato (Mark) e lo cresce assieme al figlio Steve, che Dodò non conoscerà mai.
- Belinda: modella bellissima e molto egocentrica, si affeziona quasi morbosamente a Chantal, che vive nel suo stesso stabile a New York. Entrambe le giovani sono incinte, Belinda precede l'amica di alcuni mesi. Caduta in uno stato di follia, dopo vari tentativi di occuparsi del piccolo Mark, Belinda un giorno lo porge a Chantal e si getta nel vuoto.
- Steve: figlio di Chantal e Dodò, rimarrà sconosciuto al padre. Emerge da una fanciullezza e un'adolescenza intricate; per un periodo si aggrega a una banda di delinquenti, poi torna dalla madre. Muore di meningite il giorno dopo esser tornato; aveva 17 anni.
- Olinda: ragazza dell'età di Steve, condivide con lui il periodo di delinquenza. Alla morte del ragazzo, si fa conoscere da Chantal e quindi parte per un luogo di clausura.
- Signori Terrassier: genitori di Chantal, coppia unita e molto cattolica. Hanno dato amore e serenità a una figlia che, per la sua genialità, avrebbe potuto sentirsi una diversa, invece riesce a vivere ogni esperienza con naturalezza.
- Genitori di Dodò: il padre è uno stimato studioso, la madre è attivista del Partito Comunista e del Movimento Femminista. Hanno una primogenita, Martina, che scombussola l'ambiente familiare (dalla sua nascita la madre è depressa). Il padre è apprensivo anche verso il figlio minore, ma la madre si fida di lui, che comprende questo sentimento.
- Martina: sorella maggiore di Dodò, giovane molto problematica che passa attraverso esperienze di trasgressione. Allontanatasi dal fratello, si occuperà della piccola Alda, fino a quando la manderà a Dodò.
- Antonella: amica di Martina, da sempre le piace il di lei fratello. Tra i due però non si sviluppa un sentimento duraturo. Antonella avrà la figlia Alda e morirà assassinata, lasciando la bimba piccola.
- Alda: figlia di Antonella e madre di Edoardo, avuto da Dodò. Presente agli eventi basilari della vita di quest'uomo (matrimonio con Chantal), dopo la morte violenta della madre viene raccolta da una zia (sorella del padre naturale), quindi da una sedicente zia (Martina) che impegna ogni suo avere per assicurarsi la piccola. All'età giusta, Martina manderà Alda da Dodò, sapendo che la ragazza ama l'uomo già amato dalla madre.

## Edizioni
- Luca Doninelli, Le cose semplici, Bompiani, Milano 2015